# دهخدا (دامغان)
دهخدا، یکی از روستاهای شهرستان دامغان در استان سمنان ایران است. 
این روستای کوچک در دهستان تویه دروار در بخش امیرآباد واقع است.
جمعیت روستای دهخدا بر اساس نتایج سرشماری سال ۱۳۸۵، ۵۵ نفر (۲۴ خانوار) بوده است.